# Dai-Shimizu-Tunnel
Der Dai-Shimizu-Tunnel (jap. 大清水トンネル Dai-Shimizu-tonneru) ist ein Eisenbahntunnel in Japan, der für den Shinkansen-Schnellverkehr errichtet wurde. Mit einer Länge von 22.221 m war die Röhre bei ihrer Fertigstellung im Jahr 1979 der längste Eisenbahntunnel der Welt. Der Tunnel ist Teil der Jōetsu-Shinkansen zwischen Tokio und Niigata und unterquert die japanischen Alpen.
Mit Eröffnung des 53,9 km langen Seikan-Tunnels im Mai 1988 wurden die Röhren zum weltweit zweitlängsten Tunnel. In der Liste der längsten Tunnel der Erde rangiert er inzwischen (Stand: Oktober 2022) auf dem 14. Rang.
Der Name Dai-Shimizu-Tunnel – wörtlich „großer Shimizu-Tunnel“ – steht im Zusammenhang mit den eng benachbarten 1931 eröffneten, 9.702 m langen Shimizu-Tunnel (清水トンネル Shimizu-tonneru) und dem 1967 eröffneten, 13.490 m langen Shin-Shimizu-Tunnel (新清水トンネル Shin-Shimizu-tonneru, dt. „neuer Shimizu-Tunnel“).